# James Vance
James Vance (Muskogee, Oklahoma – 2 de abril de 1953 – Tulsa, Oklahoma, 5 de junho de 2017) foi um autor de histórias em quadrinhos americanas. Foi indicado ao Eisner Award de "Melhor Escritor" em 1991. Kings in Disguise, uma graphic novel produzida com o desenhista Dan Burr, foi indicada em 1989 em quatro outras categorias do mesmo prêmio: "Melhor Nova Série", "Melhor Edição" (por Kings in Disguise #1), "Melhor Série em Preto-e-Branco" e "Melhor Conjunto de Escritor e Artista" (ao lado de Burr).
Foi casado com a cartunista Kate Worley por dez anos, até que ela faleceu em virtude de um câncer no pulmão em 2004. Em 2013, lançou uma continuação à Kings in Disguise, intitulada On the Ropes. Após a morte de Worley, Vance editou e completou, junto do artista Reed Waller, a conclusão da série Omaha the Cat Dancer.

## Publicações
O trabalho em quadrinhos inclui:
- Kings in Disguise (Kitchen Sink Press, 1988) — com o artista Dan Burr
- Mr. Hero the Newmatic Man (Tekno Comix, 1995)
- Batman: Legends of the Dark Knight: Idols #80–82 (DC Comics, 1996) — com artistas Dougie Braithwaite and Sean Hardy
- Aliens: Survival (Dark Horse, 1998)
- Predator: Homeworld (Dark Horse, 1999)
- Omaha the Cat Dancer in Sizzle #28–30, 32, 34–35, 38–40, 42–44, 46–49, 51, 53, 55, 56 (Eurotica, NBM Publishing, 2005–2012) — com o artista Reed Waller
- On the Ropes (W. W. Norton, 2013) — com o artista Dan Burr